# Ajivaa (Kutoli)
Ajivaa (en georgiano: ახივაა; en abjasio: Ахываа, romanizado: Ajybaa) es una aldea que pertenece a la parcialmente reconocida República de Abjasia, dentro del distrito de Ochamchire, aunque de iure es parte del municipio de Ochamchire de la República Autónoma de Abjasia de Georgia.

## Geografía
Ajivaa se encuentra a orillas del río Dgamish, a 21 km de Ochamchire. Las aldea se administra desde el pueblo de Kutoli.  